# Anne Marie Baral

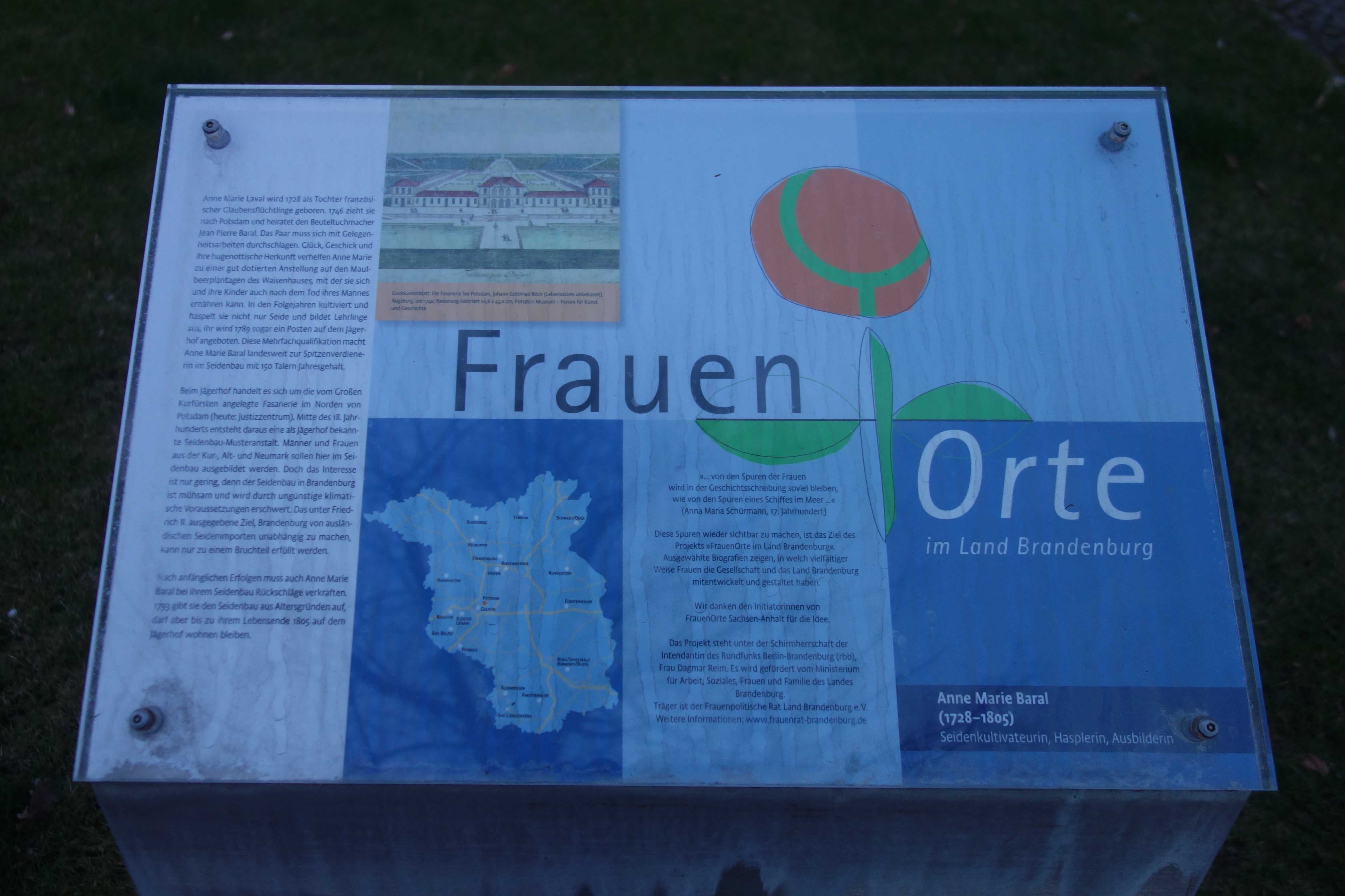
Gedenktafel des Projektes FrauenOrte im Land Brandenburg für Anne Marie Baral vor dem Potsdamer Justizzentrum

Anne Marie Baral, geborene Laval (* 22. April 1728 in Berlin; † 20. Juni 1805 in Potsdam), war eine preußische Seidenkultivateurin, Hasplerin und Ausbilderin.

## Leben
Anne Marie Laval wurde 1728 in Berlin als Tochter französischer Glaubensflüchtlinge geboren. Ihr Vater war der aus Metz gebürtige Bäckermeister Jean Laval und ihre Mutter Marguerite Devaise stammte aus Mannheim. Im Alter von 19 Jahren zog Anne Marie Laval nach Potsdam, wo sie den vierzehn Jahre älteren, aus Kassel stammenden Beuteltuchmacher Jean Pierre Baral heiratete. Sie hatten sieben Kinder, von denen die fünf Jungen schon im Alter von vier bis achtzehn Monaten verstarben. Allein die beiden Mädchen Sophie Dorothée und Susanne erreichten das Erwachsenenalter. Anne Marie und Jean Pierre Baral gehörten zur dritten Generation französischer Glaubensflüchtlinge, die sich nach den Privilegien des 1685 erlassenen Edikts von Potsdam in Brandenburg-Preußen niederließen.
Das Paar lebte zunächst von Gelegenheitsarbeiten. Anne Marie Baral unterstützte die Arbeit ihres Mannes als Textilhandwerkerin und als Malerin im Baugewerbe, später war sie selbständig im Seidenbau tätig. So züchtete sie zunächst auf der Maulbeer-Plantage des Potsdamer Waisenhauses Seidenraupen und haspelte deren Kokons zu Rohseide. Sie entwickelte sich im Rahmen dieser Tätigkeit zu einer der gefragtesten Ausbilderinnen im Seidenbau, weit über die Grenzen der Stadt hinaus. Neben der Ausbildung von Lehrjungen unterwies sie auch Bürgersfrauen im Haspeln. 1789, wenige Jahre nach dem Tod ihres Mannes, bot ihr die königliche Seidenbaukommission eine Stelle auf Lebenszeit auf dem Jägerhof an.
Beim Jägerhof handelte es sich um die vom Großen Kurfürsten angelegte Fasanerie im Norden von Potsdam. Mitte des 18. Jahrhunderts entstand hier eine Seidenbau-Musteranstalt. Männer und Frauen aus der Kur-, Alt- und Neumark sollten im Seidenbau ausgebildet werden. Das unter Friedrich II. ausgegebene Ziel, Brandenburg von ausländischen Seidenimporten unabhängig zu machen, konnte jedoch nur zu einem Bruchteil erreicht werden. Nach anfänglichen Erfolgen musste auch Anne Marie Baral Rückschläge in ihrer beruflichen Tätigkeit verkraften. 1793 gab sie den Seidenbau aus Altersgründen auf, durfte jedoch bis zu ihrem Tod im Jahr 1805 auf dem Jägerhof wohnen. 1794 verstarb ihre Tochter Susanne, die den Seidenbau auf dem Jägerhof zusammen mit ihrem Ehemann übernehmen sollte, im Wochenbett.

## Gedenken
Der Potsdamer Frauenort Anne Marie Baral befindet sich vor dem Justizzentrum Potsdam in der Jägerallee 10–12. Dieses befindet sich in einem 1826–1828 als preußische Unteroffiziersschule auf dem Gelände der Seidenbau-Musteranstalt errichteten Gebäude.
Eine Fläche der WeiberWirtschaft, auf der rechnerisch keine Bankschulden mehr liegt, wurde nach Baral benannt.